# Англо-ирски споразум
Англо-ирски споразум (енгл. Articles of Agreement for a Treaty Between Great Britain and Ireland; ир. An Conradh Angla-Éireannach) споразум је склопљен 6. децембра 1921, између владе Уједињеног Краљевства и представника Ирске Републике, којим је окончан Ирски рат за независност. Одлукама овог споразума је основана Ирска Слободна Држава, чиме су постављени темељи ирске независности и окончана је вишевековна енглеска владавина над највећим делом Ирске.
Тачке споразума су биле следеће:
- Британска војска ће се повући из већег дела Ирске
- Ирска ће постати самоуправни доминион Британске Империје (исти статус попут Канаде, Аустралије, Новог Зеланда или Јужноафричке уније)
- Као и у другим доминионима, британски монарх ће бити шеф државе, а на територији Ирске ће га представљати изабрани генерални гувернер
- Чланови Ирског парламента ће полагати заклетву Ирској слободној држави, док ће други део бити полагање заклетве лојалности његовом височанству краљу Џорџу V.
- Северна Ирска, коју су Британци основали 1920 ће имати опцију одвајања од Ирске слободне државе и останак унутар Уједињеног Краљевства уколико становништво то изгласа, један месец након ратификације споразума
- Ако Северна Ирска изабере останак унутар Уједињеног Краљевства, онда је граничарска комисија дужна да исцрта и одреди тачне границе између слободне Ирске и северне Ирске под британском влашћу
- Уједињено Краљевство ће ради своје безбедности наставити да користи један део ирских лука за потребе краљевске морнарице
- Ирска Слободна Држава ће преузети део државних дуговања Уједињеног Краљевства, у сразмери са својим уделом у њима и националним бруто производом
- Овај споразум ће имати највиши статус у оквиру Ирских закона, у случају непоклапања споразума са новим уставом из 1922, у том случају ће споразум имати валидност

Споразум је ступио на снагу 31. марта 1922, а у потпуности је имплементиран до 6. децембра. Јуна месеца исте године је почео Ирски грађански рат. Северна Ирска је 8. децембра изгласала останак унутар Уједињеног Краљевства, чиме је дошло до Поделе Ирске.